# Sara Danius
Sara Maria Danius, née le 5 avril 1962 à Täby et morte le 12 octobre 2019 à Stockholm, est une philosophe, critique littéraire et spécialiste suédoise de la littérature. 
De 2015 à 2018, elle est secrétaire perpétuelle de l'Académie suédoise. Le 12 avril 2018, Sara Danius est évincée de l’Académie suédoise, par des membres de cette académie ulcérés par l'enquête interne qu'elle a diligentée, à la suite de soupçons d'agressions sexuelles touchant l'institution.

## Carrière
Sara Danius est née le 5 avril 1962 à Täby (banlieue de Stockholm).
Après l'obtention d'une maîtrise en arts et théorie critique à l'université de Nottingham en 1989, elle débute des recherches pour la rédaction d'une thèse de doctorat à l'université Duke en 1997. Elle la soutient à l'université d'Uppsala deux ans plus tard. 
Elle devient professeur en esthétique à l'université de Södertörn et enseigne également la littérature à l'université d'Uppsala,. Sara Danius publie plusieurs études consacrées au lien entre littérature et société et écrit des ouvrages sur Honoré de Balzac, Stendhal, Gustave Flaubert, Marcel Proust et James Joyce.
Elle travaille également comme critique littéraire au Dagens Nyheter de 1986 a sa mort en 2019.

### Académie suédoise
Sara Danius devient membre du comité directeur de l'Académie royale suédoise des belles-lettres, d'histoire et des antiquités en 2010.
En mars 2013, elle est élue membre de l'Académie suédoise au fauteuil no 7, occupé auparavant par Knut Ahnlund,. Elle succède en 2015 à l'historien Peter Englund au poste de secrétaire perpétuelle de l'Académie, devenant la première femme à exercer cette fonction,.
En plein cœur du scandale d'agressions sexuelles et de réseau d'influence qui secoue l'Académie, elle décide de diligenter une enquête interne confiée à un cabinet d'avocats, en décembre 2017. Les académiciens sont informés des conclusions de cette enquête. Mais, une majorité d’entre eux  en refuse les conclusions et renouvelle leur confiance à leur consœur Katarina Frostenson dont le mari, le Français Jean-Claude Arnault semble mis en cause pour des viols, des agressions sexuelles et qui se targue de pouvoir influencer l'Académie dans le choix des lauréats. Trois « immortels », en désaccord avec cette majorité, annoncent leur mise en retrait le 6 avril 2018. Les membres de l'Académie obligent alors Sara Danius à quitter son poste de secrétaire le 12 avril 2018. Elle en profite pour se mettre en retrait de son fauteuil. Son prédécesseur au poste de secrétaire perpétuel, Peter Englund, estime que les critiques qui lui ont été adressées en interne sont « injustifiées ». Des manifestations de soutien à Sara Danius se succèdent. Le 20 avril 2018, les onze « immortels » restants, sur dix-huit, indiquent finalement, un peu contraints, qu’ils saisissent la justice sur la base du fameux rapport d'enquête,,. 
En février 2019, elle annonce qu'elle renonce définitivement à son fauteuil à l’Académie. 

### Mort
Sara Danius meurt le 12 octobre 2019, à l'âge de 57 ans, des suites d'un cancer du sein,.